# Monampteuil
Monampteuil és un municipi francès situat al departament de l'Aisne i a la regió dels Alts de França. L'any 2007 tenia 129 habitants.

## Demografia

### Població
El 2007 la població de fet de Monampteuil era de 129 persones. Hi havia 50 famílies de les quals 8 eren unipersonals (4 homes vivint sols i 4 dones vivint soles), 19 parelles sense fills, 15 parelles amb fills i 8 famílies monoparentals amb fills.
La població ha evolucionat segons el següent gràfic:
Habitants censats

### Habitatges
El 2007 hi havia 70 habitatges, 52 eren l'habitatge principal de la família, 13 eren segones residències i 5 estaven desocupats. 68 eren cases i 1 era un apartament. Dels 52 habitatges principals, 44 estaven ocupats pels seus propietaris, 7 estaven llogats i ocupats pels llogaters i 1 estava cedit a títol gratuït; 1 tenia una cambra, 2 en tenien dues, 4 en tenien tres, 11 en tenien quatre i 35 en tenien cinc o més. 42 habitatges disposaven pel capbaix d'una plaça de pàrquing. A 15 habitatges hi havia un automòbil i a 33 n'hi havia dos o més.

### Piràmide de població
La piràmide de població per edats i sexe el 2009 era:
| Homes | Edats   | Dones |
| ----- | ------- | ----- |
| 0     | 95 o +  | 0     |
| 0     | 90 a 94 | 0     |
| 0     | 85 a 89 | 0     |
| 0     | 80 a 84 | 0     |
| 0     | 75 a 79 | 0     |
| 8     | 70 a 74 | 4     |
| 4     | 65 a 69 | 4     |
| 0     | 60 a 64 | 4     |
| 0     | 55 a 59 | 4     |
| 4     | 50 a 54 | 0     |
| 16    | 45 a 49 | 8     |
| 4     | 40 a 44 | 8     |
| 8     | 35 a 39 | 4     |
| 8     | 30 a 34 | 8     |
| 4     | 25 a 29 | 0     |
| 20    | 20 a 24 | 4     |
| 4     | 15 a 19 | 4     |
| 8     | 10 a 14 | 0     |
| 16    | 5 a 9   | 8     |
| 8     | 0 a 4   | 8     |

## Economia
El 2007 la població en edat de treballar era de 80 persones, 60 eren actives i 20 eren inactives. De les 60 persones actives 53 estaven ocupades (32 homes i 21 dones) i 7 estaven aturades (3 homes i 4 dones). De les 20 persones inactives 9 estaven jubilades, 4 estaven estudiant i 7 estaven classificades com a «altres inactius».

### Ingressos
El 2009 a Monampteuil hi havia 54 unitats fiscals que integraven 128 persones, la mediana anual d'ingressos fiscals per persona era de 23.578 €.

### Activitats econòmiques
Dels 2 establiments que hi havia el 2007, 1 era d'una empresa de construcció i 1 d'una empresa immobiliària.
Dels 2 establiments de servei als particulars que hi havia el 2009, 1 era una fusteria i 1 restaurant.
L'any 2000 a Monampteuil hi havia 5 explotacions agrícoles.

## Poblacions més properes
El següent diagrama mostra les poblacions més properes.